# 畑から育てた麦芽100%まろやかビール
畑から育てた麦芽100%まろやかビール（はたけからそだてたばくがひゃくパーセントまろやかビール）は、サッポロビール株式会社とイオン株式会社の協働企画による、ヘレスタイプの麦芽100%ビール。2006年に発売された。ドイツラインモーゼル地方の大麦農家7件、ハラタウ地方のホップ農家26件と一緒に作った原料だけを使っている。
近年のサッポロビールのCMで謳われている「協働契約栽培」「ビール造りは畑から」を実践したビールである。
アルコール分は5%。

## 原材料
- 麦芽
- ホップ

## 栄養成分（350mlあたり）
- エネルギー：140kcal
- たんぱく質：1.4g
- 脂質：0g
- 糖質：9.1g
- 食物繊維：0.35～0.7g
- ナトリウム：0mg